# Банкноты венгерского форинта

## Банкноты 1957—1989 годов
| Изображение | Изображение | Номинал (форинтов) | Размеры (мм) | Описание | Описание                                       | Дата выхода     | Дата изъятия     |
| Аверс       | Реверс      | Номинал (форинтов) | Размеры (мм) | Аверс | Реверс                                         | Дата выхода     | Дата изъятия     |
| ----------- | ----------- | ------------------ | ------------ | --- | ---------------------------------------------- | --------------- | ---------------- |
|             |             | 10                 | 166×72       | Шандор Петёфи (1824—1849) — венгерский поэт, один из руководителей Революции 1848—1849 в Венгрии. | Картина Яноша Янко: «Сцена на берегу реки»     | 27 октября 1959 | 30 сентября 1992 |
|             |             | 20                 | 166×72       | Дьёрдь Дожа (1470—1514) — предводитель крестьянского ополчения в период Венгерской крестьянской войны 1514 года.                                                                                              | Мужчина с молотом и колосом пшеницы            | 8 ноября 1960   | 30 сентября 1992 |
|             |             | 50                 | 166×72       | Ференц II Ракоци (1676—1735) — князь Трансильвании c 1704 года, верховный князь конфедерации с 1705 года, руководитель антигабсбургской национально-освободительной войны венгерского народа 1703—1711 годов. | Сцена битвы куруцов                            | 15 июля 1966    | 30 июня 1996     |
|             |             | 100                | 166×72       | Лайош Кошут (1802—1894) — венгерский государственный деятель, революционер и юрист, премьер-министр и правитель-президент Венгрии в период Венгерской революции 1848—1849 годов.                              | Картина Кароя Лотца: «Полет от грозы»          | 29 марта 1959   | 31 декабря 1999  |
|             |             | 500                | 174×80       | Эндре Ади (1877—1919) — венгерский поэт, публицист и общественный деятель. | вид Будапешта                                  | 20 августа 1970 | 31 августа 1999  |
|             |             | 1000               | 174×80       | Бела Барток (1881—1945) — венгерский композитор, пианист и музыковед-фольклорист. | Скульптура Ференца Меджесси: «Мать с ребёнком» | 27 июня 1983    | 31 августа 1999  |

## Банкноты в обращении
Между 1997 и 2001 годами была выпущена новая серия банкнот с улучшенными характеристиками безопасности. Их общий размер — 154 × 70 мм. Банкноты печатаются Hungarian Banknote Printing Corp. в Будапеште или Diósgyőr Papermill в Мишкольце.
Венгерский национальный банк объявил об изъятии из обращения банкноты 1000 форинтов, выпущенной до 2006 года. После 31 августа 2007 года эти банкноты не принимаются к оплате. Тем не менее, коммерческие банки всё ещё могут обменивать эти банкноты. Венгерский национальный банк будет продолжать обмен до 31 августа 2027 года.
Национальный банк объявил, что банкнота 200 форинтов будет заменена на новую 200-форинтовую монету в 2009 году (серебряная монета 200 форинтов оставалась в обращении до 1998 года).
| Выпуск 1997—2013 годов                         | Выпуск 1997—2013 годов | Выпуск 1997—2013 годов | Выпуск 1997—2013 годов | Выпуск 1997—2013 годов | Выпуск 1997—2013 годов               | Выпуск 1997—2013 годов                         | Выпуск 1997—2013 годов | Выпуск 1997—2013 годов                                      | Выпуск 1997—2013 годов |      |
| Изображение                                    | Изображение            | Номинал (форинтов)     | Размеры (мм)           | Основные цвета         | Описание                             | Описание                                       | Даты                   | Даты                                                        | Даты                   | Даты |
| Лицевая сторона                                | Оборотная сторона      | Номинал (форинтов)     | Размеры (мм)           | Основные цвета         | Лицевая сторона                      | Оборотная сторона                              | введения               | печати                                                      | изъятия                |      |
| ---------------------------------------------- | ---------------------- | ---------------------- | ---------------------- | ---------------------- | ------------------------------------ | ---------------------------------------------- | ---------------------- | ----------------------------------------------------------- | ---------------------- | ---- |
|                                                |                        | 200                    | 154×70                 | зелёный                | король Карл Роберт                   | крепость Диошдьёр в Мишкольце                  | 1 мая 1998             | 1998 2001 2002 2003 2004 2005 2006 2007                     | 15 ноября 2009         |      |
|                                                |                        | 500                    | 154×70                 | оранжевый              | князь Трансильвании Ференц II Ракоци | Шарошпатакский замок                           | 1 декабря 1998         | 1998 2001 2002 2003 2005 2006                               | 31 октября 2019 года   |      |
|                                                |                        | 500                    | 154×70                 | оранжевый              | князь Трансильвании Ференц II Ракоци | Шарошпатакский замок                           | 15 апреля 2009         | 2007 2008 2010 2011 2013                                    | 31 октября 2018        |      |
|                                                |                        | 1000                   | 154×70                 | голубой                | король Матьяш I                      | фонтан Геркулеса в Вишеградской крепости       | 1 сентября 1998        | 1998 1999 2002 2003 2004                                    | 31 августа 2007        |      |
|                                                |                        | 1000                   | 154×70                 | голубой                | король Матьяш I                      | фонтан Геркулеса в Вишеградской крепости       | 10 апреля 2006         | 2005 2006 2007 2008 2009 2010 2011 2012                     | 31 октября 2018        |      |
|                                                |                        | 2000                   | 154×70                 | коричневый             | принц Габор Бетлен                   | картина Виктора Мадараса «Бетлен среди ученых» | 1 февраля 1998         | 1998 2002 2003 2004 2005 2007 2008 2010 2013                | 31 июля 2017           |      |
|                                                |                        | 5000                   | 154×70                 | фиолетовый зеленый     | граф Иштван Сеченьи                  | родной дом Сеченьи в Надьценке                 | 1 апреля 1999          | 1999 2005 2006 2008 2010                                    | 31 июля 2017           |      |
|                                                |                        | 10 000                 | 154×70                 | красный                | король Иштван I Святой               | картина Губерта Сатлера с видом Эстергома      | 1 июля 1997            | 1997 1998 1999 2001 2003 2004 2005 2006 2007 2008 2009 2012 | 31 декабря 2019        |      |
|                                                |                        | 20 000                 | 154×70                 | серый                  | Ференц Деак                          | первое здание парламента Венгрии в Будапеште   | 1 февраля 2001         | 1999 2004 2005 2006 2007 2008 2009                          | 31 декабря 2017        |      |
| Масштаб изображений — 1,0 пикселя на миллиметр |                        |                        |                        |                        |                                      |                                                |                        |                                                             |                        |      |

| Памятные банкноты                              | Памятные банкноты | Памятные банкноты  | Памятные банкноты | Памятные банкноты | Памятные банкноты                    | Памятные банкноты                                       | Памятные банкноты                  | Памятные банкноты | Памятные банкноты |
| Изображение                                    | Изображение       | Номинал (форинтов) | Размеры (мм)      | Основные цвета    | Описание                             | Описание                                                | Описание                           | Даты              | Даты              |
| Лицевая сторона                                | Оборотная сторона | Номинал (форинтов) | Размеры (мм)      | Основные цвета    | Лицевая сторона                      | Оборотная сторона                                       | Памятное событие                   | введения          | печати            |
| ---------------------------------------------- | ----------------- | ------------------ | ----------------- | ----------------- | ------------------------------------ | ------------------------------------------------------- | ---------------------------------- | ----------------- | ----------------- |
|                                                |                   | 500                | 154×70            | оранжевый         | князь Трансильвании Ференц II Ракоци | здание Венгерского парламента, флаг восстания 1956 года | 50-я годовщина Восстания 1956 года | 20 октября 2006   | 2006              |
|                                                |                   | 1000               | 154×70            | голубой           | король Матьяш I                      | фонтан Геркулеса в Вишеграском дворце                   | миллениум                          | 1 ноября 2000     | 2000              |
|                                                |                   | 2000               | 154×70            | коричневый        | Корона Святого Иштвана               | картина Дьюлы Бенцура «Иштван I Святой»                 | миллениум                          | 20 августа 2000   | 2000              |
| Масштаб изображений — 1,0 пикселя на миллиметр |                   |                    |                   |                   |                                      |                                                         |                                    |                   |                   |

### Серия 2014 года
1 сентября 2014 года Венгерский национальный банк объявил, что через четыре года он полностью заменит венгерские банкноты. Размер, характер и изображения на лицевой и оборотной сторонах серии остаются неизменными с серии 1997 года, но вносятся изменения в цвет банкнот и средства защиты, которые значительно затрудняют подделку. Первой была банкнота в 10 000 форинтов, выпущенная 2 сентября 2014.
В 25 сентября 2015 года банк выпустил новую банкноту в 20 000 форинтов. Банкноты предыдущих образцов изъяты из обращения 1 января 2018 года.
Новые банкноты в 2000 и 5000 форинтов были выпущены в обращение 15 ноября 2016 года, банкноты этих номиналов предыдущих образцов изъяты из обращения 1 августа 2017 года.
24 августа 2017 выпущена в обращение новая банкнота в 1000 форинтов. С 1 ноября 2018 года банкноты старых образцов изъяты из обращения.
4 июля 2018 года была выпущена последняя купюра новой серии — 500 форинтов, с 1 ноября 2019 года старые банкноты этого номинала изъяты из обращения.
|                                                |  | 500    | 154×70 | красный, оранжевый | князь Трансильвании Ференц II Ракоци | Шарошпатакский замок                           | 4 июля 2018      | 2018 2019 2022           |
|                                                |  | 1000   | 154×70 | голубой            | король Матьяш I                      | фонтан Геркулеса в Вишеградской крепости       | 24 августа 2017  | 2017 2018 2021 2023      |
|                                                |  | 2000   | 154×70 | коричневый         | принц Габор Бетлен                   | картина Виктора Мадараса «Бетлен среди ученых» | 15 ноября 2016   | 2016 2017 2020           |
|                                                |  | 5000   | 154×70 | фиолетовый жёлтый  | граф Иштван Сеченьи                  | родной дом Сеченьи в Надьценке                 | 15 ноября 2016   | 2016 2017 2020 2023      |
|                                                |  | 10 000 | 154×70 | красный            | король Иштван I Святой               | картина Губерта Сатлера с видом Эстергома      | 2 сентября 2014  | 2014 2015 2019 2021      |
|                                                |  | 20 000 | 154×70 | серый              | Ференц Деак                          | первое здание парламента Венгрии в Будапеште   | 25 сентября 2015 | 2015 2017 2020 2021 2022 |
| Масштаб изображений — 1,0 пикселя на миллиметр |  |        |        |                    |                                      |                                                |                  |                          |